# ISO 9660
ISO 9660，也被一些硬件和软件供应商称作CDFS（光盘文件系统）或ECMA-119，是一个为光盘媒介发布的文件系统，其被国际标准化组织（ISO）作为国际技术标准出售。其目标是能够在不同的操作系统上交换数据。
ISO 9660源于High Sierra文件系统。High Sierra以一种密集的、顺序的布局来组织文件信息，并通过使用一种分层（八级目录深）树文件系统来优化非顺序访问，类似于UNIX和FAT。为了增强跨平台兼容性，它定义了一个常用文件属性（目录或原始文件和记录时间）和名称属性（文件名、扩展名和版本）的最小子集，并且使用一个单独的系统区域来兼容未来的扩展属性。
High Sierra在1986年12月被Ecma国际采用（作了一些改动）而成为了国际标准，即ECMA-119，并提交给国际标准化组织而成为ISO 9660:1988，后续修订分别于2013年和2020年发布。目前，ISO 9660文件系统正在被行业广泛使用。
文件系统的前16个扇区被保留给其他用途。其余部分以一个卷描述符集（描述后续内容布局的块）开始，然后是光盘上的路径表、目录和文件。一个符合ISO 9660的光盘必须包含至少一个描述了文件系统的主卷描述符和一个用于标记卷描述符集结束的卷描述符集终止符。主卷描述符提供关于卷、特征和元数据的信息，包括一个指示根目录位于哪个扇区的根目录记录。其他元数据字段包含卷的名字、创建者和文件系统使用的逻辑块的大小和数量等信息。路径表概括了的相关目录层次结构。对于镜像中的每一个目录，路径表都会提供目录的标识符、位置、与目录关联的扩展属性的长度和目录的父目录在路径表中的索引。
ISO 9660有多个可用于放宽其限制的扩展。常见的如Rock Ridge（Unix式的权限和长文件名）、Joliet（Unicode文件名，允许是用非拉丁字母）、El Torito（使CD可用于引导）和Apple ISO 9660 Extensions（传统Mac OS和Mac OS的文件特征，如资源分叉和文件备份日期等）

## 规范

### CD-ROM规范
CD格式中存在的最小实体称为帧，包含24字节。数据在CD-ROM中被组织为帧和扇区。一个CD-ROM扇区包含98帧，共2352字节。
CD-ROM Mode 1，通常用于计算机数据，根据红皮书标准把2352字节数据区分为12字节的同步信息、4字节的头数据、2048字节的用户数据和288字节的错误校验码。这些编码可以防止数据异常导致的执行数据错误。
CD-ROM Mode 2 Form 1，通常用于计算机数据，与Mode 1使用相同的用户数据和错误修正，但是布局有一些小差别。不建议用于有兼容性要求的场合。
CD-ROM Mode 2 Form 2，倾向用于存储容错数据，如音频和视频，2352字节被分为12字节的同步信息、4字节的头数据、2336字节的用户数据。Mode 2通过省略错误修正，提供了比Mode 1多出14%的用户数据空间；因为音频或视频数据的读取错误只会导致很小的缺陷，而人类很难察觉到。VCD被归类于Mode 2 Form 2。

### ISO 9660规范
最开始的32768字节没有被ISO 9660数据结构使用，因此可以有其他用处，例如：CD-ROM可以在此区包含一个替代文件系统描述信息块，通常被混合光盘(Hybrid CD)用于提供Mac OS特定的内容。此未用块后面跟着一连串卷描述符，详细记录了该磁盘上的内容和类型信息（类似被FAT和NTFS格式磁盘使用的BIOS参数块）。
卷描述符描述了一个给定的CD-ROM或卷上存在的文件系统信息的特征。它被分为两部分：卷描述符的类型和描述符的特征。这样做的目的是：当一个程序无法解释特定的描述符的时候，它可以跳过此描述符而找到它可以识别的其他描述符，这样就允许在一个卷上使用多种不同类型的信息。另外，如果一个描述符发生错误而无法读取，那么紧接着的一个该描述符的冗余副本可以用来进行错误恢复。

## 外部連結
- ECMA-119（页面存档备份，存于） 这是ECMA发布的ISO 9660:1988标准，可免费下载。
- 关于ISO 9660:1999的技术信息
- Freecode上的ISO 9660 Analyzer Tool (iat)
- ISO 9660 Specifications（页面存档备份，存于）
- Description of data structures in ISO-9660
- CD Recording FAQ（页面存档备份，存于）
- Media Sciences - Book types and compatibility, Multisession
- ISO文件：
  - How to write ISO files to CD in the Microsoft Windows Operating System（页面存档备份，存于）
  - Small, Free Way to Use and Mount Images (ISO files) Without Burning Them in Windows XP（页面存档备份，存于）
  - Extract a file hierarchy from an iso image (*nix)（页面存档备份，存于）
  - How to extract ISO files with Linux（页面存档备份，存于）
- 模式1和2:
  - Sony Storage Support - What CD-ROM Mode-1, Mode-2 and XA are ?
  - Media Sciences - Varieties of Mode 2
  - DivXLand - Mode 2 explanation and creation tools（页面存档备份，存于）